# Bird Island
Pour les articles homonymes, voir Bird Island (homonymie).
Bird Island (« île aux Oiseaux ») est une petite île des Malouines située au sud de la Grande Malouine, proche de Port Stephens et Calm Head (en)

## Administration
Les îles sont administrées par le Royaume-Uni dans le cadre du Territoire britannique d'outre-mer des îles Falkland. Elle est revendiquée par la République argentine, qui en fait une partie du Département des îles de l'Atlantique Sud dans la province de Terre de Feu, Antarctique et îles de l'Atlantique sud.

## Description
Bird Island est située à 4,5 km au large de la côte sud-ouest de la Grande Malouine et a une forme à peu près triangulaire. La moitié ouest de la côte sud présente des falaises abruptes atteignant au moins 70 m et le plateau au-dessus s'incline doucement vers le nord et l'ouest. Au centre de l'île, il y a une grande mare saisonnière à l'ouest d'une petite crique. Le promontoire oriental a deux sommets en forme de dôme atteignant au moins 100 m avec des falaises abruptes au sud de 30 m et des pentes très raides au nord.
L'accès en bateau est difficile, sauf au niveau de la petite crique orientée nord-est entre les promontoires nord et est, et le terrain est difficile à traverser, avec une croissance dense d'herbe de Tussack au-dessus d'une tourbière épaisse et aussi surplombant de profonds ravins.

## Aire protégée
L'île a été identifiée comme une zone importante pour la conservation des oiseaux (ZICO) par la BirdLife International. Sa dense couverture en herbe de Tussack, sur la majeure partie de l'île Bird, la rend comparable à l'île Beauchêne.
Le nombre total d'espèces recensées sur Bird Island en novembre 1998 était de 27. Les oiseaux qui s'y reproduisent comprennent : le gorfou sauteur (Eudyptes chrysocome), le cormoran caronculé (Leucocarbo carunculatus), l'océanite tempête (Hydrobates pelagicus) et l'albatros à sourcils noirs (Thalassarche melanophrys). On y trouve aussi, en petite quantité, le gorfou doré (Eudyptes chrysolophus), l'ouette à tête rousse (Chloephaga rubidiceps), la mélanodère à sourcils blancs, le diamant à bavette et le brassemer des Malouines...
Le rassemblement d'oiseaux de mer sur l'île dépasse 10 000 couples reproducteurs. De plus, l'île est l'une des pépinières les plus importantes pour le caracara austral (Phalcoboenus australis) et la population y est considérée comme au moins aussi dense que sur n'importe quelle île au large autour des Malouines, peut-être en raison de la grande population de canards de petite taille, comme le prion de Belcher (Pachyptila belcheri), une espèce de proie importante.

## Galerie

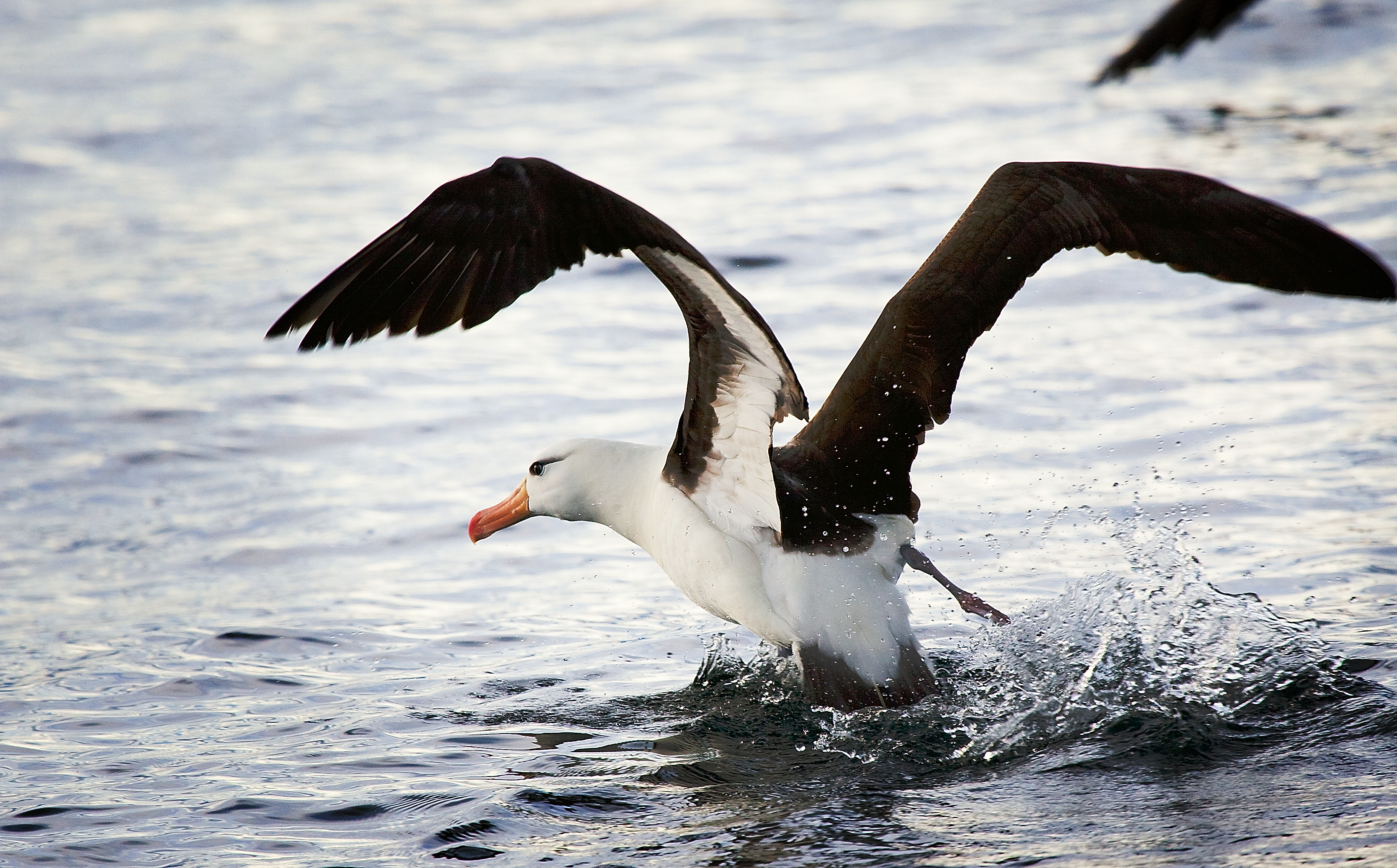
Albatros à sourcils noirs
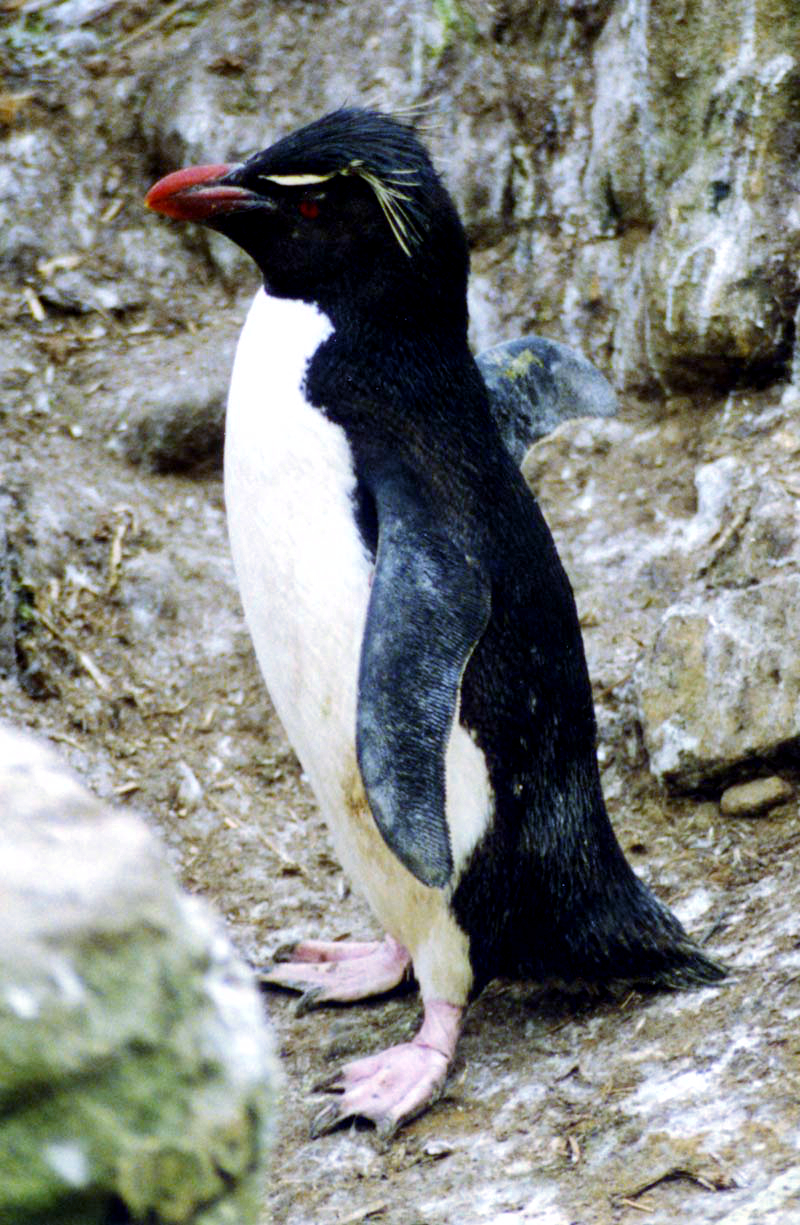
Gorfou sauteur
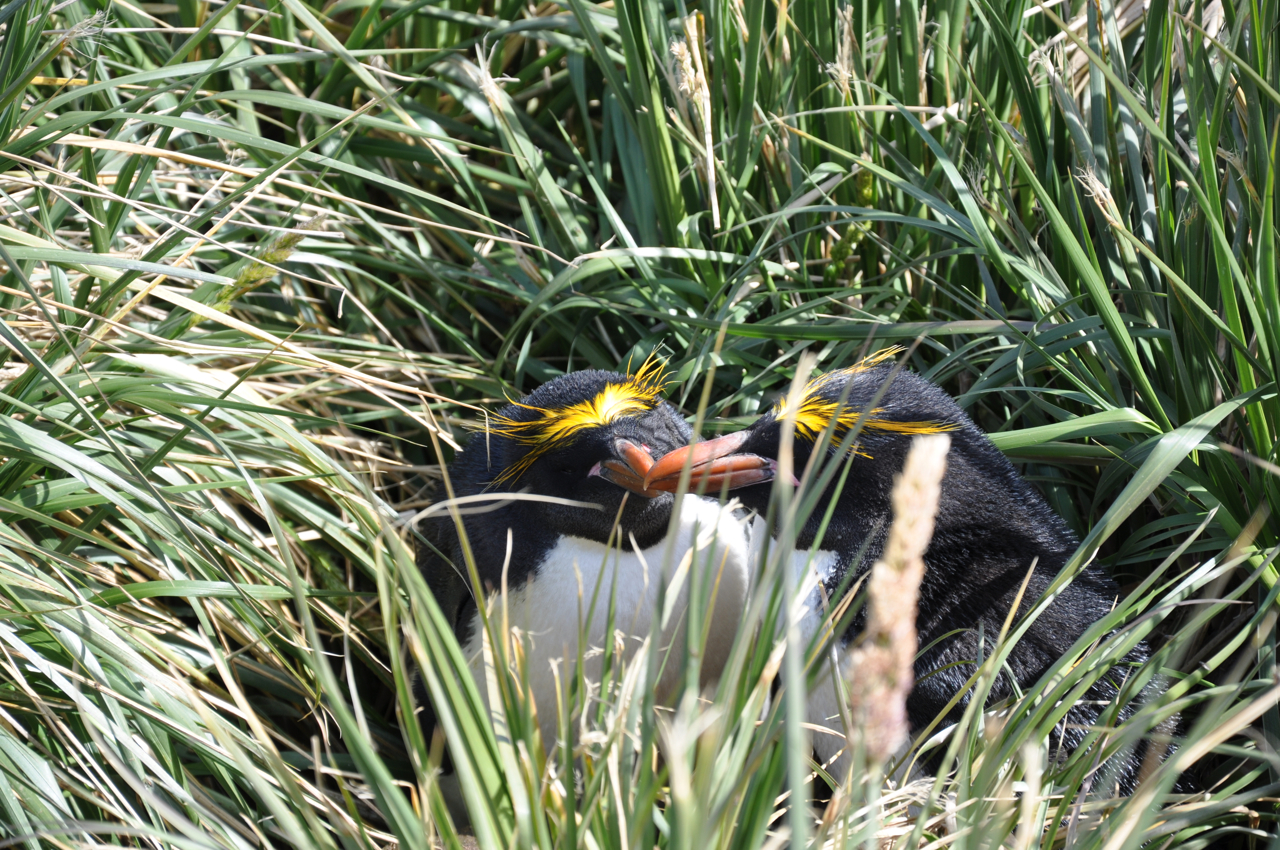
Gorfou doré
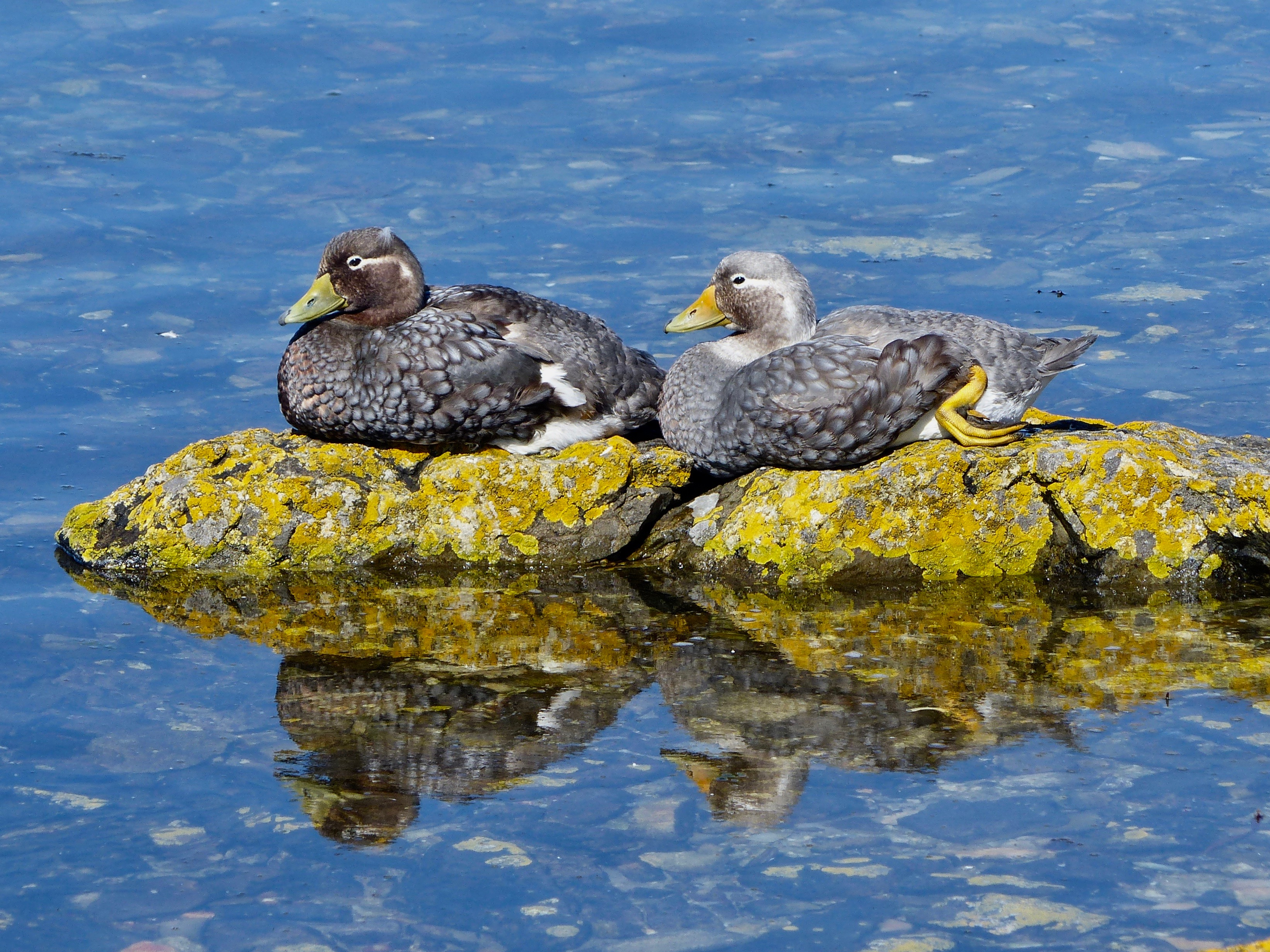
Brassemer des Malouines